# Pamětní medaile 25. výročí vlády lidu
Pamětní medaile 25. výročí vlády lidu (bulharsky: Медал 25 Години Народна Власт) bylo vyznamenání Bulharské lidové republiky založené roku 1969. Udílena byla občanům Bulharska i cizím státním příslušníkům za účast na protifašistickém boji během druhé světové války.

## Historie a pravidla udílení
Medaile byla založena dne 10. července 1969 výnosem Národního shromáždění. Byla udílena jako pamětní medaile za účast na antifašistickém boji a za podíl na osvobození Bulharska od fašismu za druhé světové války. Oceněnými mohli být jak občané Bulharska tak cizí státní příslušníci.

## Insignie
Medaile měla pravidelný kulatý tvar a byla vyrobena ze žlutého kovu. Na přední straně byla stylizovaná postava ženy s rukama zvednutýma nad hlavou v nichž držela obilné klasy. Obilný klas se také nacházel vlevo od ženské postavy, vpravo byla část ozubeného kola. Na zadní straně byl uprostřed medaile nápis v cyrilici 25 Години Народна Власт umístěný mezi dvěma obilnými klasy. Pod nápisem byla drobná pěticípá hvězda.
Stuha byla červené barvy s úzkým pruhem bílé barvy při levém okraji. Stuha pokrývala hliníkovou destičku ve tvaru pětiúhelníku, která byla k medaili připojena jednoduchým očkem.